# Electrocentrale București
Societatea Comercială Electrocentrale București - S.A. (ELCEN București) este o companie cu capital integral de stat, producătoare de energie electrică și încălzire. Compania a fost înființată în anul 2002 prin reorganizarea Termoelectrica, ca filială a acesteia.
Puterea instalată în capacitățile S.C. Electrocentrale București S.A. era la începutul anului 2008 de 2.008 MW, pe hidrocarburi, reprezentând 20% din capacitățile de producție în centrale termoelectrice la nivel național, fiind astfel unul dintre principalii producători de energie electrică și termică din sectorul de generare termo.
Compania produce peste 40% din energia termică distribuită în sistem centralizat și aproximativ 12% din cantitatea de electricitate generată în România.
În 2008, societatea a produs 5,8 TWh energie electrică.
În aceeași perioadă societatea a produs și o cantitate de 6,4 milioane Gcal, reprezentând circa 40% din producția realizată la nivel național.
În ianuarie 2020, Electrocentrale București ardea 100% gaze naturale .
.
Compania deține 4 centrale în București.
Numărul angajaților în 2020: 1.754
Capacități:
| Centrală           | Loc       | Putere | Electricitate | Căldură   | Tip combustibil | An   |
|                    |           | [MW]   | [GWh]         | [Gcal]    |                 |      |
| ------------------ | --------- | ------ | ------------- | --------- | --------------- | ---- |
| CTE București Sud  | București | 550    | 1 920         | 2 995 000 | gaze            | 1970 |
| CET București Vest | București | 250    | 996           | 1 159 000 | gaze            | 1975 |
| CET Progresu       | București | 200    | 623           | 1 266 000 | gaze            | 1992 |
| CET Grozăvești     | București | 100    | 214           | 630 460   | gaze            | 1970 |

Producția pe ani, în TWh:
| Anul | 2008 | 2007 | 2006 | 2005 | 2004 | 2003 |
| ---- | ---- | ---- | ---- | ---- | ---- | ---- |
| TWh  | 5,8  | 6,7  | 6,9  | 5,7  | 7,4  | 11,2 |